# Giờ hoàng đạo
Giờ hoàng đạo là giờ tốt theo phong tục. Theo phong tục của người dân Việt Nam thì có hai loại giờ: giờ hoàng đạo và giờ hắc đạo. Giờ hoàng đạo nghĩa là giờ tốt, có thể làm được nhiều việc trọng đại như: ăn cưới, đón cô dâu, nhập học, làm tang lễ, an táng, thành hôn, giao dịch, buôn bán, giao tiếp,... Tuy nhiên không phải trường hợp nào cũng có thể áp dụng giờ hoàng đạo được. Theo dân gian, trong mỗi ngày thì có 6 giờ hoàng đạo và 6 giờ hắc đạo. Vì vậy, giờ hoàng đạo và giờ hắc đạo được chi phối bằng nhau trong mỗi ngày, mỗi tháng, mỗi năm.

## Quan niệm của người Việt Nam
Người Việt Nam quan niệm rằng trên trời sẽ có 28 vì sao chiếu mệnh là nhị thập bát tú. Trong đó có hai loại sao là sao tốt và sao xấu. Nếu giờ đó thuộc cung của sao Tốt thì có nghĩa là giờ tốt, nếu giờ đó phạm phải sao xấu sẽ giờ xấu. Tùy theo mức độ, tính chất của sao mà tốt trong mỗi lĩnh vực. Ví dụ: Sao Bích tốt trong cưới hỏi, sao Lâu tốt trong xây dựng. Theo phong tục cổ truyền, khởi đầu một việc gì, ngoài việc chọn ngày lành tháng tốt còn phải chọn giờ tốt. Xuất hành, khởi công xây dựng, khai trương cửa hàng, bắt đầu đi đón dâu, đưa dâu, bắt đầu lễ đưa ma, hạ huyệt đều phải chọn giờ hoàng đạo. Trừ trường hợp đặc biệt, ví dụ sắp đến giờ tàu, xe xuất phát, nếu đợi giờ tốt có khi nhỡ kế hoạch; hoặc có giờ tốt, ngày tốt, nhưng thời tiết rất xấu, chưa khởi công được... Nếu cứ quá câu nệ nhiều khi lại hỏng việc.

## Cách chọn giờ hoàng đạo
Để chọn ngày hoàng đạo, có thể xem phần Chọn ngày kén giờ của Phan Kế Bính. Chúng tôi cũng giới thiệu một phương pháp đơn giản giúp bạn không biết chữ Hán cũng có thể tự xem được giờ hoàng đạo.
Trước hết xem lịch để biết ngày hàng chi là ngày nào (từ Tý đến Hợi).
- Một ngày đêm âm lịch là 12 giờ (2 tiếng đồng hồ là một giờ), bắt đầu là giờ Tý (từ 11 giờ đêm - 1 giờ sáng) theo thứ tự: Tý, Sửu, Dần, Mão, Thìn, Tị, Ngọ, Mùi, Thân, Dậu, Tuất, Hợi.
- Mỗi câu lục bát sau đây có 14 chữ: Hai chữ đầu chỉ 2 ngày, chữ 3 chỉ giờ Tý, chữ thứ 4 chỉ giờ Sửu, lần lượt theo thứ tự từ chữ thứ 3 đến chữ 14 chỉ từ giờ Tý, Sửu, Dần, Mão... xem trong bảng, thấy chữ nào có phụ âm đầu là chữ "Đ" thì đó là giờ hoàng đạo.
- Phân tích tỉ mỉ hơn thì đó là các giờ: Thanh long, Minh đường, Kim đường, Thiên lương, Ngọc đường, Hoàng đạo.

## Bảng tính giờ hoàng đạo
| Ngày      | Tí  | Sửu  | Dần  | Mão | Thìn | Tị   | Ngọ  | Mùi  | Thân  | Dậu  | Tuất  | Hợi  |
| --------- | --- | ---- | ---- | --- | ---- | ---- | ---- | ---- | ----- | ---- | ----- | ---- |
| Dần, Thân | Đi  | Đứng | Bình | Yên | Đến  | Đâu  | Cũng | Được | Người | Quen | Đón   | Chào |
| Mão, Dậu  | Đến | Cửa  | Động | Đào | Có   | Tiên | Đưa  | Đón  | Qua   | Đèo  | Thiên | Thai |